# Qatar Investment Authority
Qatar Investment Authority (tiếng Ả Rập: جهاز ر للإستثمار) (QIA) là công ty cổ phần nhà nước của Qatar có thể được coi là Quỹ tài sản quốc gia. Nó chuyên đầu tư trong và ngoài nước. QIA được thành lập bởi Nhà nước Qatar vào năm 2005 để củng cố nền kinh tế của đất nước bằng cách đa dạng hóa thành các loại tài sản mới. Quỹ này là một thành viên của Diễn đàn quốc tế về các quỹ giàu có có chủ quyền, và do đó là một bên ký kết các Nguyên tắc của Santiago về thực tiễn tốt nhất trong việc quản lý các quỹ tài sản có chủ quyền.

## Lịch sử
QIA được thành lập vào năm 2005 bởi người thừa kế của Qatar Hamad bin Khalifa Al Thani để quản lý thặng dư dầu mỏ và khí đốt tự nhiên của chính phủ Qatar. Do chiến lược đã nêu để giảm thiểu rủi ro từ sự phụ thuộc vào giá năng lượng của Qatar, quỹ này chủ yếu đầu tư vào các thị trường quốc tế (Hoa Kỳ, Châu Âu và Châu Á - Thái Bình Dương) và trong Qatar ngoài ngành năng lượng. Trước khi thành lập QIA năm 2005, Bộ Tài chính Qatar đã có một nhóm nhỏ nội bộ để đầu tư doanh thu từ thặng dư ngân sách. Tầm nhìn Quốc gia Qatar 2030 dự đoán sự thay đổi từ doanh thu dựa trên khí đốt tự nhiên sang đầu tư theo kiểu QIA từ nay đến sau đó.
QIA hoàn toàn kiểm soát Qatari Diar, một công ty đầu tư bất động sản.
QIA ước tính nắm giữ hơn 170 tỷ đô la tài sản một khoản tiền dự kiến sẽ tăng đáng kể khi nhà nước hoàn thành các dự án mở rộng để trở thành nhà xuất khẩu khí đốt hóa lỏng lớn nhất thế giới với công suất 77 triệu tấn. QIA không công bố cổ phần của mình ra thị trường.
Vào tháng 6 năm 2013 sau khi vị vua mới lên nắm quyền và cải tổ tổng thể thành các tổ chức chính của Qatar, Ahmad Al Sayed được bổ nhiệm làm Chủ tịch và Giám đốc điều hành của QIA, thay thế Hamad bin Jassim Al Thani trong chức vụ trong khi vẫn là Giám đốc điều hành & Giám đốc điều hành của công ty con chính của QIA là Qatar Holding. Sayed giữ bài trong 16 tháng. Vào tháng 1 năm 2015, ông Sheikh Abdullah bin Mohamed bin Saud al-Thani, chủ tịch của công ty truyền thông Qatar Ooredoo, được bổ nhiệm làm CEO mới. Khalifa Al Kuwari là Giám đốc điều hành hiện tại.

## Công ty con
Cơ quan đầu tư Qatar sở hữu (100%) Qatar Holding LLC, và được liên kết với Ngân hàng Quốc gia Qatar (50%).
QIA liên kết với Ngân hàng Hồi giáo Qatar (16,67%) và với Ubac Curaçao NV (1,35%).
QIA được liên kết với Qatar Sports Investments (QSi).

## Đầu tư
Vào tháng 1 năm 2013, một nhà văn đã chốt mức đầu tư của QIA vào Anh ở mức 30 tỷ euro, 10 tỷ euro của Pháp và 5 tỷ euro của Đức, [5] trong khi một người khác báo cáo rằng tổng tài sản được quản lý vào tháng 6 năm 2013 là 100 tỷ đô la. Cổ phần của Qatar Holding tại Barclays đã tăng lên 12,7% sau khi tăng vốn của Barclays vào tháng 10 năm 2008 Cơ quan đầu tư Qatar nắm giữ cổ phần nhỏ trong Fisker Ô tô. Nó cũng nắm giữ khoảng 17% cổ phần của Tập đoàn Volkswagen, Porsche, Hochtief, cũng như các khoản đầu tư vào Sainsbury's. Chính phủ Pháp đã biến Qatar thành đối tác chiến lược và danh sách hợp tác giữa hai quốc gia bao gồm Lagardère (12%) Tổng cộng (4%), EADS (6%), Technip, Air Liquide, Vinci SA (5%), GDF Suez, Veolia (5%), Vivendi, Royal Monceau, France Telecom và Areva. Vào tháng 2 năm 2009, Pháp đã dành các đặc quyền đầu tư đặc biệt ngoài OECD cho Qatar và các doanh nghiệp nhà nước; một ví dụ là miễn giảm vốn ở Pháp. QIA cũng được báo cáo là nắm giữ một phần của Xstrata.
Vào ngày 8 tháng 5 năm 2010, Qatar Holding, một công ty con gián tiếp của QIA, đã mua Tập đoàn Harrods từ Mohamed Al-Fayed, bao gồm cả cửa hàng bách hóa Knightsbridge. QIA cũng là cổ đông lớn nhất tại Sainsbury's. Vào ngày 3 tháng 12 năm 2010, Cơ quan Đầu tư Qatar, cùng với Colony Capital và Tutor-Saliba Corporation, là một phần của một tập đoàn đầu tư được gọi là Filmyard Holdings, đã mua Miramax từ Disney.
Vào tháng 2 năm 2012, nó đã hoàn thành việc mua lại trụ sở của Credit Suisse tại London. QIA nắm giữ 6% cổ phần của Credit Suisse và sở hữu cổ phần của Apeldoorn, chủ sở hữu đa số của Canary Wharf Group. Qatari Diar, một nhánh tài sản của quỹ, cùng với Canary Wharf, đã giành được một hợp đồng trị giá 300 triệu bảng để tái phát triển Trung tâm Shell ở London, nơi đặt trụ sở chính của Royal Dutch Shell. Chính phủ Pháp đã đề nghị miễn thuế cho các khoản đầu tư bất động sản của Qatar vào nước này và đã mua được gần 4 tỷ đô la tài sản. Vào tháng 5 năm 2012, công ty đã mua cổ phần dưới 3% tại Royal Dutch Shell. Nó đã công bố kế hoạch nâng tỷ lệ sở hữu lên 7%. Vào cuối năm 2012, Qatar Sports Investments (QSI) đã hoàn tất việc mua lại câu lạc bộ bóng đá Pháp Paris Saint-Germain F.C. (P.S.G.), định giá câu lạc bộ ở mức 130 triệu đô la. QSI đã đầu tư thêm 340 triệu đô la vào câu lạc bộ, họ đã mua đội bóng ném Paris Saint-Germain vào năm trước. Chủ tịch Qatari của P.S.G., Nasser Al-Khelaifi cũng là giám đốc của mạng lưới truyền hình thuộc sở hữu của Qatari Al Jazeera Sports, công ty đã ra mắt các kênh truyền hình Pháp beIN Sport. Qatar cũng đã đề nghị tài trợ cho các chương trình xã hội ở vùng ngoại ô của Pháp, nơi đã thu hút sự chỉ trích.
Vào tháng 1 năm 2013, Qatar Holding, một công ty con gián tiếp của QIA, cho biết họ sẽ đầu tư 5 tỷ đô la vào các dự án hóa dầu ở Malaysia trong ba đến bốn năm. Khoản đầu tư này được cho là giúp Malaysia cạnh tranh với nước láng giềng Singapore để trở thành trung tâm hóa dầu hàng đầu của khu vực. QIA đã lên kế hoạch đầu tư 200 triệu đô la vào bất động sản ở Ấn Độ thông qua Quỹ bất động sản Kotak.